# Heippes
Heippes település Franciaországban, Meuse megyében. Lakosainak száma 83 fő (2022. január 1.). Heippes Souilly, Beausite, Les Trois-Domaines, Rambluzin-et-Benoite-Vaux és Saint-André-en-Barrois községekkel határos.

## Népesség
A település népességének változása:
| Lakosok száma | 138  | 109  | 86   | 73   | 73   | 74   | 76   | 78   | 77   | 83   |
|               | 1968 | 1982 | 1990 | 2006 | 2013 | 2015 | 2017 | 2019 | 2020 | 2022 |